# Bryocyclops
Bryocyclops – rodzaj widłonogów z rodziny Cyclopidae. Nazwa naukowa tego rodzaju skorupiaków została opublikowana w 1927 przez niemieckiego zoologa Friedricha Kiefera. 

## Podział systematyczny
Do rodzaju należą następujące gatunki:

- Bryocyclops absalomi Por, 1981
- Bryocyclops africanus Kiefer, 1932
- Bryocyclops ankaratranus Kiefer, 1954
- Bryocyclops anninae (Menzel, 1926)
- Bryocyclops apertus Kiefer, 1935
- Bryocyclops asetus Watiroyram, 2018
- Bryocyclops bogoriensis (Menzel, 1926)
- Bryocyclops campaneri Rocha C.E.F. & Bjornberg M.H.G.C., 1987
- Bryocyclops caroli Bjornberg M.H.G.C., 1985
- Bryocyclops chappuisi Kiefer, 1928
- Bryocyclops constrictus Lindberg, 1950
- Bryocyclops correctus Kiefer, 1960
- Bryocyclops difficilis Kiefer, 1935
- Bryocyclops elachistus Kiefer, 1935
- Bryocyclops fidjiensis Lindberg, 1954
- Bryocyclops jankowskajae Monchenko, 1972
- Bryocyclops jayabhumi Watiroyam, 2021
- Bryocyclops laurisilvae Holynska, Slugocki & Sikora, 2024
- Bryocyclops maewaensis Watiroyram, Brancelj & Sanoamuang, 2012
- Bryocyclops maholarnensis Watiroyram, Brancelj & Sanoamuang, 2015
- Bryocyclops mandrakanus Kiefer, 1954
- Bryocyclops muscicola (Menzel, 1926)
- Bryocyclops muscicoloides Watiroyram, 2018
- Bryocyclops parvulus (Kiefer, 1928)
- Bryocyclops pauliani Lindberg, 1954
- Bryocyclops phyllopus Kiefer, 1935
- Bryocyclops trangensis Watiroyram, 2018
- Bryocyclops travancoricus Lindberg, 1947